# Tour du Portugal 2011
La 73e édition du Tour du Portugal a lieu du 4 au 15 août 2011. La course, qui est inscrite au calendrier de l'UCI Europe Tour 2011 en catégorie 2.1, est composée de 10 étapes en ligne et d'un prologue.

## Les équipes
14 équipes sont invitées à l'édition 2011 du Tour du Portugal. L'équipe Acqua & Sapone annulant sa participation par la suite, seules 13 équipes prennent le départ de la course.
| N.      | Code | Équipe                        | Niveau                              |
| ------- | ---- | ----------------------------- | ----------------------------------- |
| 1-9     | PRT  | Tavira-Prio                   | Équipe continentale                 |
| 11-19   | BEF  | Barbot-Efapel                 | Équipe continentale                 |
| 21-29   | LAR  | La-Antarte                    | Équipe continentale                 |
| 31-39   | BOA  | Onda                          | Équipe continentale                 |
| 41-49   | POR  | Équipe nationale du Portugal  |                                     |
| 51-59   | LAM  | Lampre-ISD                    | Équipe Pro Tour                     |
| 61-69   | FVN  | Farnese Vini-Neri Sottoli     | Équipe continentale professionnelle |
| 81-89   | CJR  | Caja Rural                    | Équipe continentale professionnelle |
| 91-99   | ACG  | Andalucía-Caja Granada        | Équipe continentale professionnelle |
| 101-109 | LPM  | Vélo Club La Pomme Marseille  | Équipe continentale                 |
| 111-119 | KTV  | Konya Torku Seker Spor-Vivelo | Équipe continentale                 |
| 121-129 | IKA  | Itera-Katusha                 | Équipe continentale                 |
| 131-139 | CDT  | Chipotle Development          | Équipe continentale                 |

## Les étapes
| Détail         | Date    | Villes étapes                                      | km    | Vainqueur d'étape    | Leader du classement général |
| Prologue       | 4 août  | Fafe - Fafe                                        | 2.2   | Hugo Sabido          | Hugo Sabido                  |
| 1re étape      | 5 août  | Trofa - Oliveira do Bairro                         | 187.7 | Sérgio Ribeiro       | Sérgio Ribeiro               |
| 2e étape       | 6 août  | Oliveira de Azeméis - Santo Tirso                  | 184.4 | Sérgio Ribeiro       | Sérgio Ribeiro               |
| 3e étape       | 7 août  | Viana do Castelo - Mondim de Basto (Sra. de Graça) | 151   | Hernâni Brôco        | Hernâni Brôco                |
| 4e étape       | 8 août  | Lamego - Gouveia                                   | 182.3 | José Vicente Toribio | Hernâni Brôco                |
| 5e étape       | 9 août  | Oliveira do Hospital - Viseu                       | 150.3 | Andrea Guardini      | Sérgio Ribeiro               |
| 6e étape       | 11 août | Aveiro - Castelo Branco                            | 215.9 | Francesco Gavazzi    | Sérgio Ribeiro               |
| 7e étape (clm) | 12 août | Sabugal - Guarda                                   | 35.3  | Ricardo Mestre       | Ricardo Mestre               |
| 8e étape       | 13 août | Seia - Seia                                        | 182.8 | André Cardoso        | Ricardo Mestre               |
| 9e étape       | 14 août | Covilhã - Sertã                                    | 182.3 | Jacob Rathe          | Ricardo Mestre               |
| 10e étape      | 15 août | Sintra - Lisbonne                                  | 152.2 | Francesco Gavazzi    | Ricardo Mestre               |

## Classements finals

### Classement général
|    | Cycliste        | Pays     | Équipe        |    | Temps            |
| -- | --------------- | -------- | ------------- | -- | ---------------- |
| 1  | Ricardo Mestre  | Portugal | Tavira-Prio   | en | 42 h 34 min 44 s |
| 2  | André Cardoso   | Portugal | Tavira-Prio   | +  | 1 min 31 s       |
| 3  | Rui Sousa       | Portugal | Barbot-Efapel |    | 2 min 24 s       |
| 4  | Nelson Vitorino | Portugal | Tavira-Prio   |    | 2 min 48 s       |
| 5  | Hernâni Brôco   | Portugal | LA-Antarte    |    | 2 min 58 s       |
| 6  | Sérgio Ribeiro  | Portugal | Barbot-Efapel |    | 5 min 12 s       |
| 7  | Vergilio Santos | Portugal | LA-Antarte    |    | 6 min 44 s       |
| 8  | Sérgio Sousa    | Portugal | Barbot-Efapel |    | 7 min 13 s       |
| 9  | João Cabreira   | Portugal | Onda          |    | 8 min 15 s       |
| 10 | Daniel Silva    | Portugal | Onda          |    | 8 min 16 s       |

|   | Cycliste          | Équipe        | Points |
| - | ----------------- | ------------- | ------ |
| 1 | Sérgio Ribeiro    | Barbot-Efapel | 141    |
| 2 | Francesco Gavazzi | Lampre-ISD    | 119    |
| 3 | André Cardoso     | Tavira-Prio   | 72     |
| 4 | Hernâni Brôco     | LA-Antarte    | 71     |
| 5 | Ricardo Mestre    | Tavira-Prio   | 67     |

|   | Cycliste        | Pays             | Équipe               | Points          |
| - | --------------- | ---------------- | -------------------- | --------------- |
| 1 | Garikoitz Bravo | Espagne          | Caja Rural           | 42 h 48 min 1 s |
| 2 | Bruno Silva     | Portugal         | La-Antarte           | + 1 min 7 s     |
| 3 | Robbie Squire   | Nouvelle-Zélande | Chipotle Development | 3 min 22 s      |
| 4 | Lachlan Morton  | États-Unis       | Chipotle Development | 10 min 56 s     |
| 5 | Alfredo Balloni | Italie           | Lampre-ISD           | 11 min 36 s     |

|   | Cycliste          | Équipe      | Points |
| - | ----------------- | ----------- | ------ |
| 1 | Fabricio Ferrari  | Caja Rural  | 57     |
| 2 | André Cardoso     | Tavira-Prio | 40     |
| 3 | Hernâni Brôco     | LA-Antarte  | 30     |
| 4 | Ricardo Mestre    | Tavira-Prio | 30     |
| 5 | Francesco Gavazzi | Lampre-ISD  | 28     |

|   | Équipe        | Pays     |    | Temps             |
| - | ------------- | -------- | -- | ----------------- |
| 1 | Tavira-Prio   | Portugal | en | 127 h 48 min 49 s |
| 2 | Barbot-Efapel | Portugal | +  | 9 min 54 s        |
| 3 | Onda          | Portugal |    | 13 min 54 s       |
| 4 | LA-Antarte    | Portugal |    | 17 min 26 s       |
| 5 | Caja Rural    | Espagne  |    | 43 min 22 s       |

## Évolution des classements
| Étape            | Vainqueur            | Classement général | Classement par points | Classement de la montagne | Classement du meilleur jeune | Classement par équipes |
| ---------------- | -------------------- | ------------------ | --------------------- | ------------------------- | ---------------------------- | ---------------------- |
| Prologue         | Hugo Sabido          | Hugo Sabido        | Hugo Sabido           | Non-attribué              | Bruno Silva                  | LA-Antarte             |
| 1                | Sérgio Ribeiro       | Sérgio Ribeiro     | Sérgio Ribeiro        | Fabricio Ferrari          | Bruno Silva                  | LA-Antarte             |
| 2                | Sérgio Ribeiro       | Sérgio Ribeiro     | Sérgio Ribeiro        | Fabricio Ferrari          | Garikoitz Bravo              | Tavira-Prio            |
| 3                | Hernâni Brôco        | Hernâni Brôco      | Sérgio Ribeiro        | Fabricio Ferrari          | Garikoitz Bravo              | Tavira-Prio            |
| 4                | José Toribio Alcolea | Hernâni Brôco      | Sérgio Ribeiro        | Fabricio Ferrari          | Garikoitz Bravo              | Tavira-Prio            |
| 5                | Andrea Guardini      | Sérgio Ribeiro     | Sérgio Ribeiro        | Fabricio Ferrari          | Garikoitz Bravo              | Tavira-Prio            |
| 6                | Francesco Gavazzi    | Sérgio Ribeiro     | Sérgio Ribeiro        | Fabricio Ferrari          | Garikoitz Bravo              | Tavira-Prio            |
| 7                | Ricardo Mestre       | Ricardo Mestre     | Sérgio Ribeiro        | Fabricio Ferrari          | Garikoitz Bravo              | Tavira-Prio            |
| 8                | André Cardoso        | Ricardo Mestre     | Sérgio Ribeiro        | Fabricio Ferrari          | Garikoitz Bravo              | Tavira-Prio            |
| 9                | Jacob Rathe          | Ricardo Mestre     | Sérgio Ribeiro        | Fabricio Ferrari          | Garikoitz Bravo              | Tavira-Prio            |
| 10               | Francesco Gavazzi    | Ricardo Mestre     | Sérgio Ribeiro        | Fabricio Ferrari          | Garikoitz Bravo              | Tavira-Prio            |
| Classement final | Classement final     | Ricardo Mestre     | Sérgio Ribeiro        | Fabricio Ferrari          | Garikoitz Bravo              | Tavira-Prio            |